# ۱۹۵۲

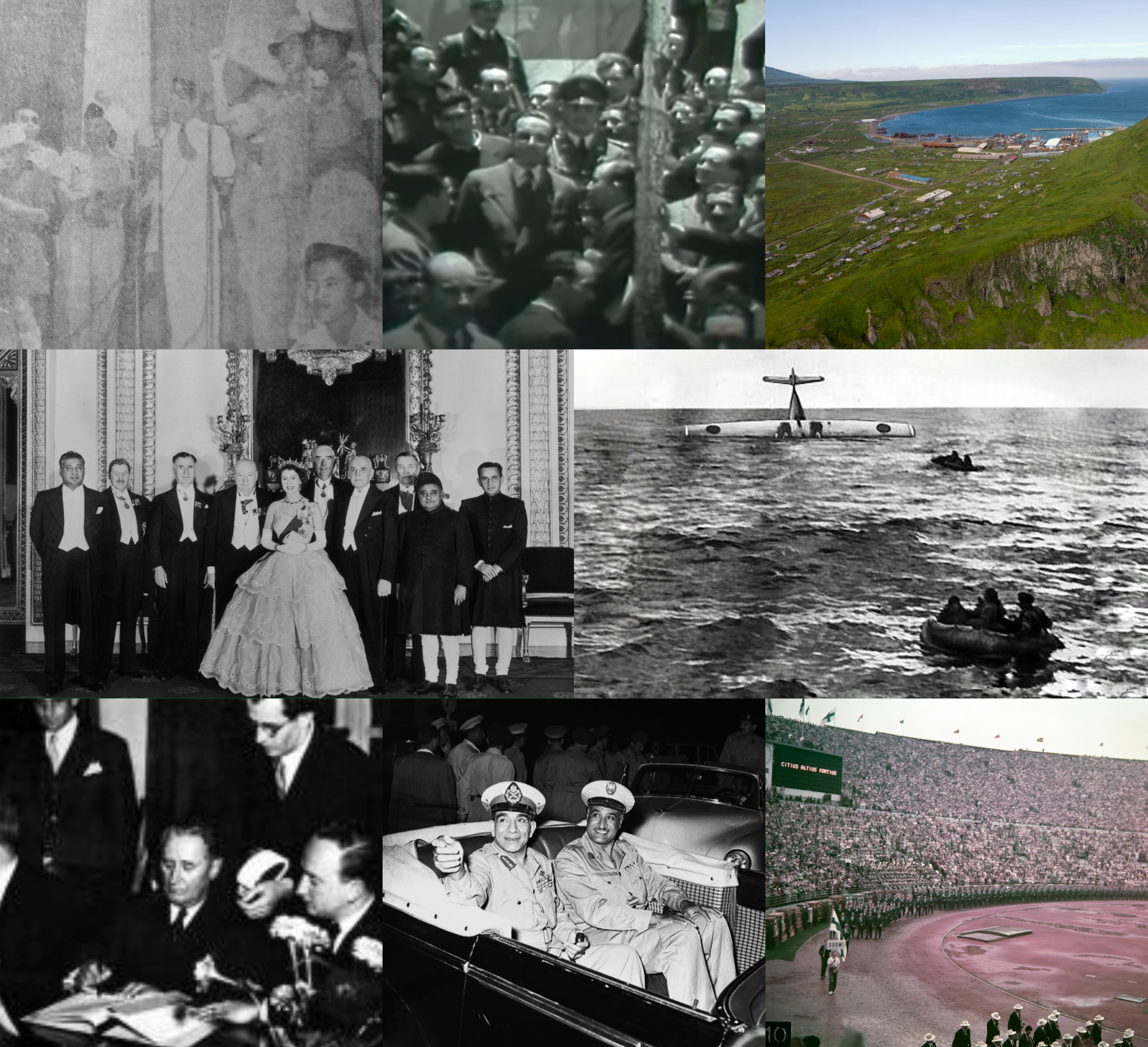

سال ۱۹۵۲ میلادی سومین سال از دهه ۱۹۵۰ در سده بیستم میلادی بود.

## زادروزها
- ۱ ژانویه - سامول داربینیان، مربی فوتبال اهل ارمنستان
- ۷ اکتبر - ولادیمیر پوتین، سیاستمدار روس
- ۱۴ اکتبر - نیکولای آندریانف،  ژیمناست روس
- ۲۰ ژانویه - معین، خواننده ایرانی
- ۲۴ ژانویه – ریمون دومنک، بازیکن فوتبال فرانسوی
- ۲۸ ژانویه – توموکازو میورا، بازیگر ژاپنی
- ۴ فوریه – جنی شیپلی، سیاست‌مدار نیوزلندی
- ۹ فوریه - خولیو ولاسکو، مربی والیبال اهل آرژانتین
- ۱۹ فوریه – ایمی تن، نویسنده آمریکایی
- ۱۱ مارس – داگلاس آدامز، فیلمنامه‌نویس و نویسنده بریتانیایی (د. ۲۰۰۱)
- ۲۳ مارس – کیم استانلی رابینسون، نویسنده آمریکایی
- ۲۷ مارس – ماریا اشنایدر، بازیگر فرانسوی (د. ۲۰۱۱)
- ۲۹ مارس – تئوفیلو استونسون، مهندس و بوکسور کوبایی (د. ۲۰۱۲)
- ۵ آوریل – میچ پیلگی، بازیگر آمریکایی
- ۱۵ آوریل – گلن شادیکس، صداپیشه و بازیگر آمریکایی (د. ۲۰۱۰)
- ۲۲ آوریل – مریلین چیمبرز، بازیگر و بازیگر پورنوگرافی آمریکایی (د. ۲۰۰۹)
- ۲۷ آوریل – جرج گروین، بازیکن بسکتبال و ورزشکار آمریکایی
- ۲۸ آوریل – مری مکدانل، بازیگر آمریکایی
- ۴ مه – مایکل باریمور، مجری تلویزیونی، کمدین، و بازیگر بریتانیایی
- ۱۴ مه – دیوید برن، نویسنده، آهنگساز، فیلمنامه‌نویس، موسیقی‌دان، بازیگر، تهیه‌کننده، و خواننده آمریکایی
- ۱۵ مه – چاز پالمینتری، بازیگر، نویسنده، و کارگردان آمریکایی
- ۲۰ مه – روژه میلا، بازیکن فوتبال کامرونی
- ۲۱ مه – آقای تی، بازیگر آمریکایی
- ۷ ژوئن - لیام نیسون، بازیگر سینمای ایرلندی
- ۷ ژوئن - اورهان پاموک، نویسنده و رمان‌نویس ترکیه‌ای
- ۱ ژوئیه – دن اکروید، بازیگر و فیلمنامه‌نویس آمریکایی
- ۴ ژوئیه – الوارو اوریبه، سیاست‌مدار و وکیل کلمبیایی
- ۸ ژوئیه – احمد نظیف، سیاست‌مدار مصری
- ۱۵ ژوئیه – تری اوکوئین، بازیگر آمریکایی
- ۱۶ ژوئیه – استوارت کاپلند، آهنگساز و درامر آمریکایی
- ۱۹ ژوئیه – آلن کالینز، گیتاریست آمریکایی (د. ۱۹۹۰)
- ۲۰ ژوئیه – کیکو ماتسوزاکا، بازیگر و خواننده ژاپنی
- ۲۴ ژوئیه – گاس ون سنت، فیلمنامه‌نویس، تهیه‌کننده، عکاس و کارگردان آمریکایی
- ۲۵ ژوئیه – ادواردو سوتو د مورا، معمار پرتغالی
- ۱ اوت – زوران جینجیچ، سیاست‌مدار اهل صربستان
- ۱۰ اوت – دانیال هوگو کلی، تهیه‌کننده، فیلمنامه‌نویس، بازیگر و کارگردان آمریکایی
- ۱۸ اوت – پاتریک سوویزی، خواننده-ترانه‌سرا، بازیگر، و رقاص آمریکایی (د. ۲۰۰۹)
- ۲۱ اوت – جو استرامر، خواننده-ترانه‌سرا، بازیگر و گیتاریست بریتانیایی (د. ۲۰۰۲)
- ۲۸ اوت – ریتا داو، شاعر آمریکایی
- ۲ سپتامبر – جیمی کانرز، بازیکن تنیس آمریکایی
- ۲۲ سپتامبر – باب گودلت، سیاست‌مدار و وکیل آمریکایی
- ۳۰ سپتامبر – جک وایلد، بازیگر بریتانیایی (د. ۲۰۰۶)
- ۱۶ اکتبر – رن تیلور (هنرپیشه)، بازیگر آمریکایی (د. ۲۰۰۲)
- ۲۸ اکتبر – آنی پاتس، بازیگر آمریکایی
- ۶ نوامبر – مایکل کانینگهام، نویسنده و فیلمنامه‌نویس آمریکایی
- ۲۵ نوامبر – عمران خان، بازیکن کریکت و سیاست‌مدار پاکستانی
- ۲۸ نوامبر – اس اپاتا مرکرسون، بازیگر آمریکایی
- ۲۰ دسامبر – جنی اگاتر، بازیگر بریتانیایی

## درگذشت‌ها
- ۶ فوریه – جرج ششم، پادشاه بریتانیا
- ۲۵ ژانویه – پالی مورن، بازیگر آمریکایی (ز. ۱۸۸۳)
- ۲۷ ژانویه – فنی وارد، بازیگر آمریکایی (ز. ۱۸۷۲)
- ۱۹ فوریه – کنوت هامسون، نویسنده نروژی (ز. ۱۸۵۹)
- ۱ مارس – گرگوری لا کاوا، کارگردان آمریکایی (ز. ۱۸۹۲)
- ۹ مارس – الکساندرا کولونتای، سیاست‌مدار و دیپلمات روس (ز. ۱۸۷۲)
- ۹ مه – کانادا لی، بازیگر آمریکایی (ز. ۱۹۰۷)
- ۱۵ مه – آلبرت باسرمن، بازیگر آلمانی (ز. ۱۸۶۷)
- ۲۱ مه – جان گارفیلد، بازیگر آمریکایی (ز. ۱۹۱۳)
- ۲۷ ژوئن – المو لینکلن، بازیگر آمریکایی (ز. ۱۸۸۹)
- ۲۶ ژوئیه – اوا پرون، بازیگر آرژانتینی (ز. ۱۹۱۹)
- ۲ اوت – جی. فارل مک‌دانلد، بازیگر و کارگردان آمریکایی (ز. ۱۸۷۵)
- ۵ اوت – سمیرا موسی، فیزیک‌دان و دانشمند مصری (ز. ۱۹۱۷)
- ۱۸ اوت – رالف برد، بازیگر آمریکایی (ز. ۱۹۰۹)
- ۶ سپتامبر – گرترود لارنس، بازیگر و خواننده بریتانیایی (ز. ۱۸۹۸)
- ۱۱ اکتبر – جک کانوی (فیلم‌ساز)، تهیه‌کننده، بازیگر، و کارگردان آمریکایی (ز. ۱۸۸۷)
- ۲۳ اکتبر – سوزان پیترز، بازیگر آمریکایی (ز. ۱۹۲۱)
- ۲۴ اکتبر – ابوالفضل قرایف، دانشمند، پزشک و سیاستمدار اهل جمهوری آذربایجان (ز. ۱۸۸۵)
- ۹ نوامبر – حییم وایزمن، شیمی‌دان و سیاست‌مدار اسرائیلی (ز. ۱۸۷۴)
- ۱۸ نوامبر – پل الوار، نویسنده، سیاست‌مدار، و شاعر فرانسوی (ز. ۱۸۹۵)